# The O'Jays

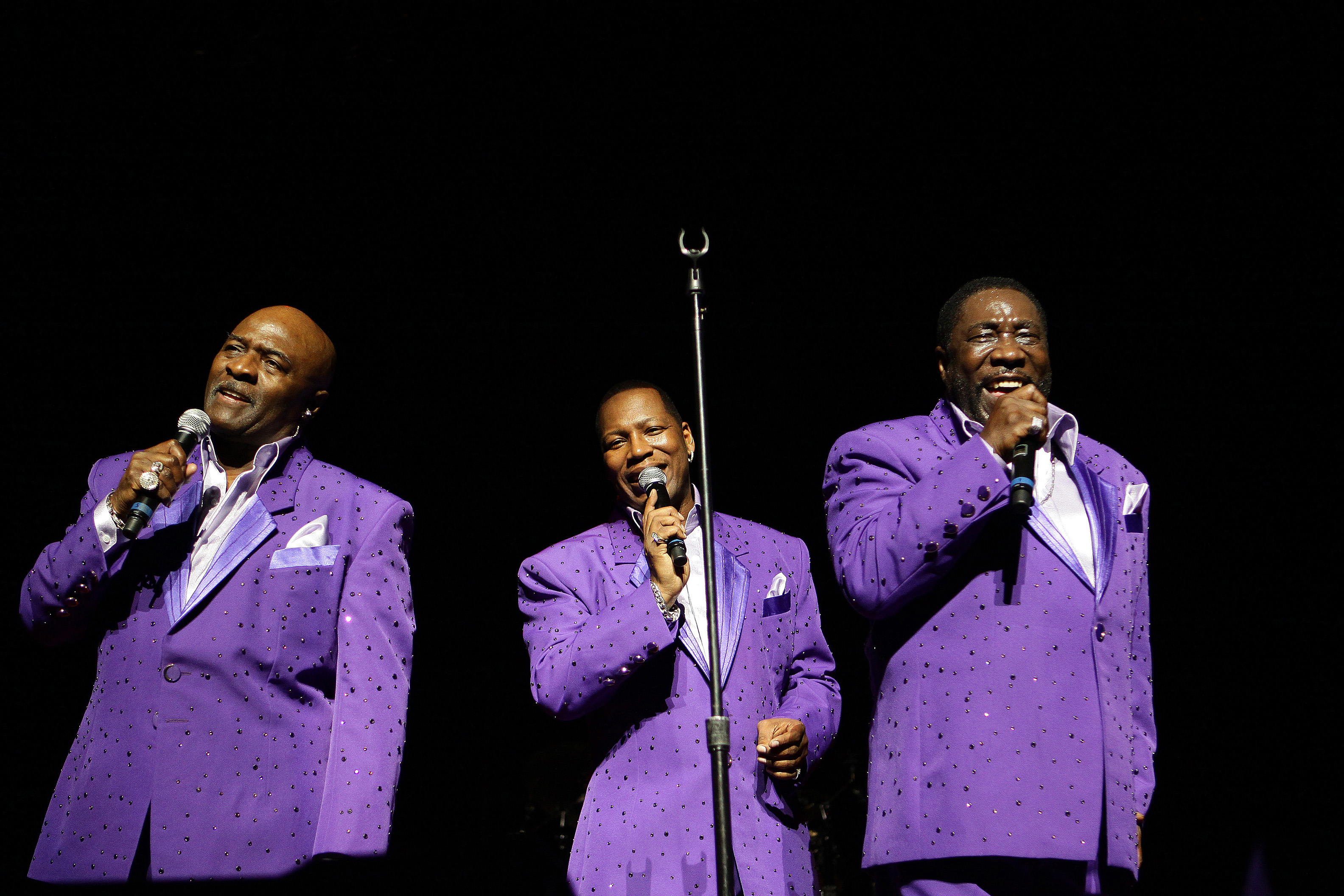
The O'Jays in het Arie Crown Theater in Chicago (2010)

The O'Jays is een Amerikaanse soulgroep, een van de belangrijkste zanggroepen uit de Philadelphia soul. The O'Jays waren voornamelijk succesvol in de jaren zeventig van de twintigste eeuw, toen ze samenwerkten met het liedschrijvers- en producersduo Gamble & Huff.

## Biografie

### Beginperiode
De vijf oorspronkelijke leden, Eddie Levert, Walter Williams, William Powell, Bill Isles en Bobby Massey, kenden elkaar van de middelbare school. In 1958 werd de zanggroep opgericht in Canton, Ohio als The Triumphs. Later veranderden ze dit in The Mascots. Onder die naam bracht de groep in 1961 de eerste single uit, Miracles. Het nummer werd opgepikt door de in Cleveland uitzendende diskjockey Eddie O'Jay, die de groep regelmatig zou draaien. Als eerbetoon aan hem veranderde de groep in 1963 de naam definitief naar The O'Jays. Onder deze naam hadden ze hun eerste hit, Lonely Driver uit 1963. In 1965 volgde het debuutalbum, Comin' Through. Dat jaar verliet Isles de groep, waardoor The O'Jays werden teruggebracht tot een kwartet.
In 1967 had de groep zijn eerste toptienhit, I'll Be Sweeter Tomorrow (Than I Was Today). Ze hadden echter moeite het succes van deze single te evenaren en overwogen te stoppen, totdat ze Gamble & Huff ontmoetten. Met hun ondersteuning brachten The O'Jays enkele singles uit.

### Hoogtijdagen

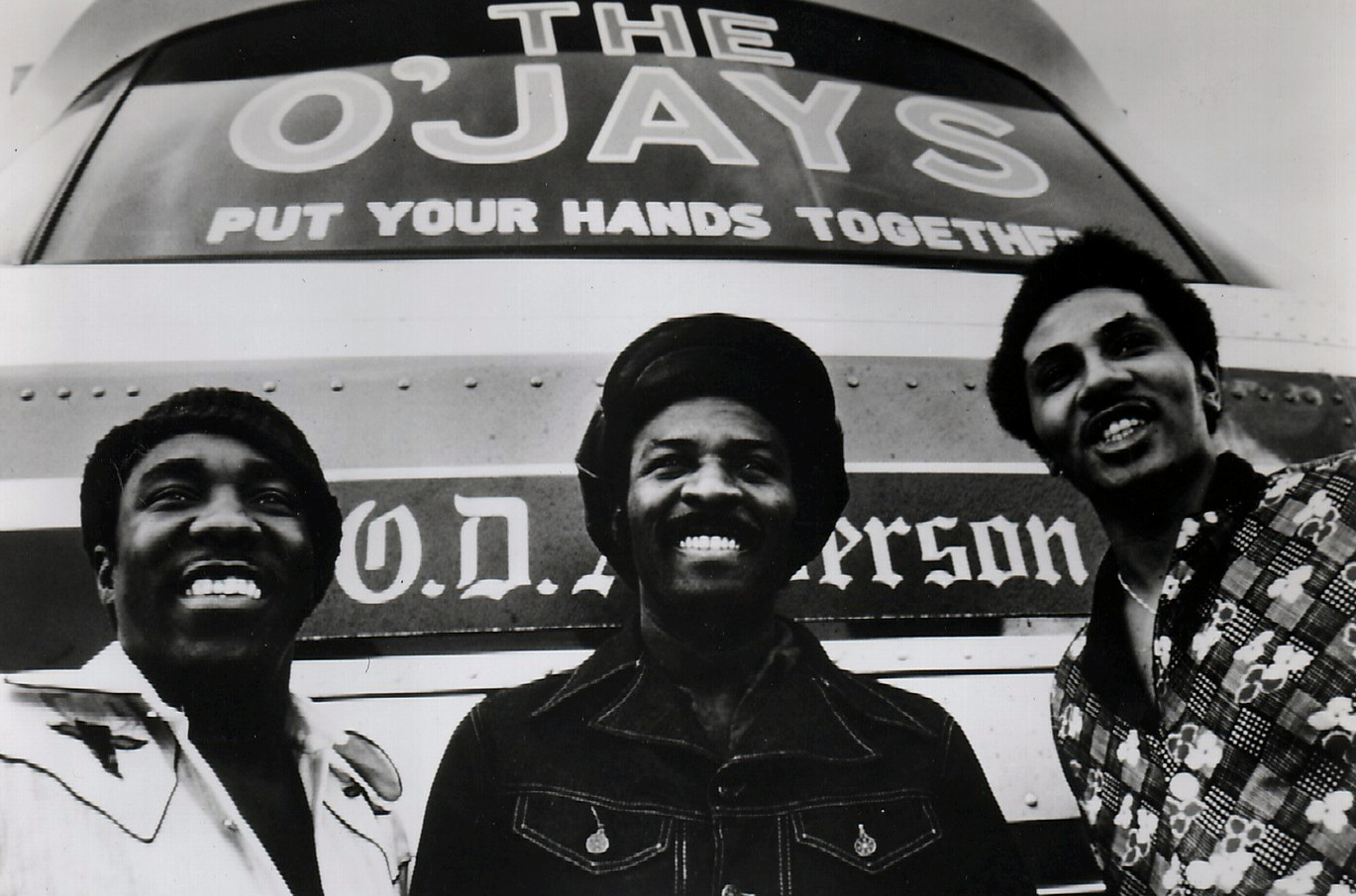
The O'Jays in 1974

The O'Jays, inmiddels een trio door het vertrek van Massey, debuteerden in 1972 op het label van Gamble & Huff, Philadelphia International, met het album Back Stabbers. Het album maakte van The O'Jays een van de belangrijkste vertegenwoordigers van de Philadelphia soul. De titeltrack Back Stabbers en het eveneens van dit album afkomstige Love Train werden grote hits. Gedurende de jaren zeventig had de groep een reeks van hits in de Verenigde Staten, waaronder Put Your Hands Together, For the Love of Money, Let Me Make Love to You, Give the People What They Want en I Love Music.
In 1977 stierf Powell op 35-jarige leeftijd aan kanker en werd vervangen door Sammy Strain, afkomstig van Little Anthony & The Imperials. In deze samenstelling bracht de groep nog verscheidene albums en singles uit, maar met minder succes. De laatste grote hit in de VS was Use ta Be My Girl uit 1978; het werd een nummer 5-notering.

### Later
In 1987 maakte de groep een comeback met het r&b-album Let Me Touch You, waarop Lovin' You stond, een nummer dat op de eerste plek belandde van de r&b-hitlijsten. In latere jaren brachten ze minder albums uit, maar bleven een succesvolle live-act, ondanks dat er bij Walter Williams MS werd vastgesteld. 
In 1992 keerde Sammy Strain terug naar de Imperials. Hij werd eerst door Nathaniel Best (13 december 1960) vervangen en uiteindelijk door Eric Grant.
In deze bezetting was het trio in 2003 te zien in de film The Fighting Temptations; als zingende kappers die zich bij het plaatselijke kerkkoor hadden aangesloten om dirigent Darrin (Cuba Gooding jr.) en leadzangeres Lily (Beyoncé Knowles) een handje te helpen.
In 2005 en 2013 werden The O'Jays opgenomen in, respectievelijk, de Rock and Roll Hall of Fame en de Rhythm & Blues Hall of Fame. Tussendoor vierden ze in 2009 hun vijftigjarig jubileum met een concert in New Jersey en ontvingen ze een oeuvreprijs bij de BET Awards.
In 2010 brachten ze een kerstalbum uit. 
Op 13 juli 2018 kwamen The O'Jays voor het eerst naar Nederland; ze sloten de eerste dag af van het North Sea Jazz Festival.
In 2019 verscheen het album The Last Word. Datzelfde jaar, op 25 juni 2019, werden The O'Jays door de New York Times in een top 100 opgenomen van artiesten waarvan er in 2008 opnamen verloren zijn gegaan bij de brand in de Universal Studios Hollywood.
Bill Isles overleed 25 maart 2019 op 78-jarige leeftijd.

## Covers en gebruik in de media
- Third World scoorde in 1978 met de reggaeversie van Now That We Found Love.
- For the Love of Money werd vanaf de jaren 80 vele malen gecoverd en gesampled.
- Angie Stone samplede Back Stabbers voor haar hit I Wish I Didn't Miss You.
- Give the People What They Want was begin 2017 te horen in een autoreclame.

## Discografie
| Single met eventuele hitnotering(en) in de Nederlandse Top 40 | Datum van verschijnen | Datum van binnenkomst | Hoogste positie | Aantal weken | Opmerkingen |
| ------------------------------------------------------------- | --------------------- | --------------------- | --------------- | ------------ | ----------- |
| Back Stabbers                                                 |                       | 14-10-1972            | 11              | 7            |             |
| 992 Arguments                                                 |                       | 02-12-1972            | tip             |              |             |
| Love Train                                                    |                       | 03-02-1973            | tip             |              |             |
| Shiftless, Shady, Jealous Kind of People                      |                       | 21-07-1973            | tip             |              |             |
| Put Your Hands Together                                       |                       | 22-12-1973            | 19              | 7            | Alarmschijf |
| For the Love of Money                                         |                       | 08-06-1974            | 20              | 5            |             |
| I Love Music                                                  |                       | 10-01-1976            | tip             |              |             |
| Use ta Be My Girl                                             |                       | 29-07-1978            | 19              | 6            | Alarmschijf |

### NPO Radio 2 Top 2000
| Nummers met noteringen in de NPO Radio 2 Top 2000 | '99  | '00  | '01  | '02  | '03  | '04 | '05  | '06-'11 | '12  | '13  | '14  |
| ------------------------------------------------- | ---- | ---- | ---- | ---- | ---- | --- | ---- | ------- | ---- | ---- | ---- |
| Back Stabbers                                     | 1756 | 1817 | 1559 | 1931 | 1654 | -   | 1642 | -       | 1577 | 1875 | 1929 |
| I love music                                      | 1837 | -    | -    | -    | -    | -   | -    | -       | -    | -    | -    |

1. ↑  Een '-' betekent dat het nummer niet was genoteerd en een vetgedrukt getal geeft de hoogste notering van een nummer aan.
2. ↑  Deze tabel is bijgewerkt tot en met de laatste editie (2024).